# Kicker Sportmagazin
kicker, Kicker, tysk fotbollstidning och fotbollsmagasin, utgiven av Olympia-Verlag GmbH
Tysklands mest välrenommerade tidning om fotboll men med tyngdpunkten förlagd kring Bundesliga och övrig tysk elitfotboll. Kicker rapporterar även om andra sporter. En rad kända idrottspersoner är krönikörer i Kicker, bl.a. Andreas Köpke och Jupp Derwall. Kicker har getts ut sedan 1920 och har trots konkurrens från andra tidningar under senare år behållit sin ställning, bl.a. genom den årliga utgivningen av Kicker Sonderheft inför Bundesligasäsongen och andra större sportevenemang.
Kicker kommer ut två gånger i veckan med en upplaga på ca 258 000 exemplar. Förutom huvudredaktionen i Nürnberg har man fyra ytterligare redaktioner (Berlin, Offenbach, Peine und Remscheid). Kicker är en av grundarna till European Sports Magazines.